# بولت (فلم 2008)
بولت (بالإنجليزية: Bolt) هو فيلم أمركي كوميدي متحرك حاسوبياً أنتج في 2008 من إنتاج إستوديوهات والت ديزني لفن التحريك وإطلاق أفلام والت ديزني، وهو الفيلم المتحرك التاسع والأربعون للعنونين الإتباعية لأفلام ديزني المتحركة.
|gross     = $310 million
}}</ref> صدر في 21 نوفمبر، 2008. عرض الفيلم بنسخة مدبلجة باللغة العربية الفصحى على تلفزيون ج بتاريخ 31 مايو 2013.

## ملخص الفيلم
بولت نجم تلفزيوني، ويعيش داخل استوديو في التلفاز، حيث يعتقد أنه يمتلك حقا القوى التي يمثلها في القصص التي تحمل اسمه، وذات يوم، وعلى حين غفلة قام بولت الكلب بالهرب من الأستوديو، ليجد نفسه مرميا في إحدى شوارع نيويورك (مدينة).
وهنا تتضح المشاهد المحركة للقصة.
حيث يلتقي بميتانز (Mittens)، وهي قطة مجاري المياه، وصدفة يجد أحد أكثر المعجبين به وهو الهامستر راينو (Rhino)، وبعدها يحاول بولت اجتياز أمريكا من شرقها إلى غربها حيث تقع هوليود، ويصاد ف أثناء اجتيازه لأمريكا الحياة الواقعية الصعبة، ويكتشف أن قواه الخارقة لا وجود لها.
ينتهي الفيلم بإنقاذه لحياة صديقته بيني من حريق ضخم حصل في الاستديو بعد أن يعثر عليها في هوليوود.

## أسماء مؤدي اصوات الشخصيات
أسماء مؤدي اصوات الشخصيات في اللهجة المصرية والأنجليزية
| اسم الشخصية | اسم الشخصية بالأنجليزية | مؤدي الصوت باللهجة المصرية | مؤدي الصوت الأصليّ (بالإنجليزيّة) |
| ----------- | ----------------------- | -------------------------- | ------------------------------- |
| بولت        | Bolt                    | خالد زكي                   | جون ترافولتا                    |
| ميتنز       | Mittens                 | لاشينة لاشين               | Susie Essman                    |
| راينو       | Rhino                   | محمود عامر                 | Mark Walton                     |
| المخرج      | The Director            | سيد الرومي                 | جيمس ليبتون                     |

### أصوات النسخة العربية الفصحى
- حسان حمدان - بولت
- نور عباس
- يارا أبو الحسن
- سعد حمدان - راينو
- خالد السيد - دكتور كاليكو
- حسن المصري
- جمانة الزنجي - ميندي
- إيمان بيطار - والدة بيني
- حسني بدر الدين
- ندى نصر
- ماريا أسود
- بيان أبو شقرا
- نسرين مسعود
- عمر الشماع - بوبي
- عبدو حكيم
- عماد فغالي
- فؤاد شمص - الموظف
- رودي قليعاني
- أسمهان بيطار - ميتنز
- رنا الرفاعي
- توفيق شهاب
- سامي ضاهر

## وصلات خارجية
- مقالات تستعمل روابط فنية بلا صلة مع ويكي بيانات

مصدر أسماء مؤدي اصوات الدبلجة المصرية من arabic disney ::::ديزني بالعربي::::